# Speedin' Bullet 2 Heaven
Albums de Kid Cudi
Satellite Flight: The Journey to Mother Moon
(2014) Passion, Pain and Demon Slayin'
(2016)
Singles
1. Confused!
Sortie : 1er août 2015
2. Speedin' Bullet 2 Heaven
Sortie : 2 décembre 2015

Speedin' Bullet 2 Heaven est le 5e album studio de Kid Cudi, sorti en 2015. C'est un double album contenant 26 titres. Le second disque contient principalement des démos et des versions alternatives.

## Historique
Après la sortie de Satellite Flight: The Journey to Mother Moon en 2014, Kid Cudi annonce qu'il sortira ensuite le tant attendu Man on the Moon III. Il fera suite à Man on the Moon: The End of Day (2009) et Man on the Moon II: The Legend of Mr. Rager (2010),. Cependant, dans une interview en janvier 2015, Kid Cudi évoque l'idée de sortir un autre album avant Man on the Moon III :

« Je suis toujours en train de faire de la musique. La beauté dans tout ça est que j'ai beaucoup de matière. Et je pense actuellement qu'il serait bien de sortir quelque chose maintenant, avant que sorte Man on the Moon III. Cela serait dans le prolongement de ce que j'ai fait avec Indicud ou Satellite Flight, qui sont des albums indépendants mais qui sont bien des albums de Kid Cudi. Man on the Moon III est un album pour lequel je dois prendre mon temps mais je sais que les fans vont être patients et je l'apprécie vraiment, merci pour votre patience. Mais Man on the Moon III arrive, »

— Kid Cudi, janvier 2015
Le 4 avril 2015, Kid Cudi confirme via Twitter qu'il sortira l'album Speedin' Bullet 2 Heaven avant Man on the Moon III. En juillet 2015, Cudi explique que « cet album est à 100% la pure forme de ma vision artistique ». En septembre 2015, il annonce que Speedin' Bullet 2 Heaven sera un double album dont le second disque contiendra « des jams inédits, des démos, des prises inédites et improvisées, etc. »,,.
Kid Cudi collabore ici avec Mike Judge, créateur de la série d'animation Beavis et Butt-Head diffusée depuis les années 1990. Il prête sa voix à plusieurs personnages de la série dans plusieurs interludes.

## Critique
Speedin' Bullet 2 Heaven reçoit des avis plutôt partagés de la part des critiques musicaux. Sur le site français MusikPlease, un critique écrit que cet album « démontre bien qu’MTV et des programmes tels que Beavis et Butt-Head ont laissé des séquelles irréversibles à toute une génération ». Sur le site Sagihiphop.com, on peut lire que c'est un « album punk-rock inécoutable » avec « des morceaux sans queue ni tête, ni vraies mélodies » et en résumé que « Speedin’ Bullet 2 Heaven c’est beaucoup de bruit pour rien ».

## Liste des titres
Toutes les chansons sont écrites et composées par Kid Cudi, sauf exceptions notées.
| face A | face A                                | face A                    | face A                   | face A | face A | face A | face A | face A | face A |
| No     | Titre                                 | Auteur                    | Producteur(s)            | Durée  |        |        |        |        |        |
| ------ | ------------------------------------- | ------------------------- | ------------------------ | ------ | ------ | ------ | ------ | ------ | ------ |
| 1.     | Edge of the Earth/Post Mortem Boredom |                           |                          | 4:43   |        |        |        |        |        |
| 2.     | Confused!                             |                           |                          | 3:56   |        |        |        |        |        |
| 3.     | Man in the Night                      | Scott Mescudi, Mike Judge |                          | 3:50   |        |        |        |        |        |
| 4.     | Screwed                               |                           |                          | 2:27   |        |        |        |        |        |
| 5.     | Fade 2 Red                            |                           |                          | 2:57   |        |        |        |        |        |
| 6.     | Adventures                            | Mescudi, Judge            |                          | 6:10   |        |        |        |        |        |
| 7.     | The Nothing                           |                           |                          | 3:30   |        |        |        |        |        |
| 8.     | Amen                                  |                           |                          | 3:04   |        |        |        |        |        |
| 9.     | Handle with Care                      | Mescudi, Judge            |                          | 3:45   |        |        |        |        |        |
| 10.    | Judgemental Cunt                      |                           |                          | 3:05   |        |        |        |        |        |
| 11.    | Séance Chaos                          |                           |                          | 1:53   |        |        |        |        |        |
| 12.    | Fairy Tale Remains                    |                           |                          | 3:06   |        |        |        |        |        |
| 13.    | Wedding Tux                           |                           |                          | 2:32   |        |        |        |        |        |
| 14.    | Angered Kids                          |                           |                          | 3:31   |        |        |        |        |        |
| 15.    | Red Sabbath                           | Mescudi, Judge            |                          | 4:38   |        |        |        |        |        |
| 16.    | Fuchsia Butterflies                   |                           |                          | 2:45   |        |        |        |        |        |
| 17.    | Speedin' Bullet 2 Heaven              |                           | Kid Cudi, Plain Pat (co) | 4:34   |        |        |        |        |        |
| 18.    | Embers                                |                           |                          | 3:00   |        |        |        |        |        |
| 63:26  |                                       |                           |                          |        |        |        |        |        |        |

| face B | face B                                     | face B | face B        | face B | face B | face B | face B | face B | face B |
| No     | Titre                                      | Auteur | Producteur(s) | Durée  |        |        |        |        |        |
| ------ | ------------------------------------------ | ------ | ------------- | ------ | ------ | ------ | ------ | ------ | ------ |
| 1.     | Anomaly (démo)                             |        |               | 4:34   |        |        |        |        |        |
| 2.     | The Return of Chip Douglas (démo)          |        |               | 4:15   |        |        |        |        |        |
| 3.     | Trauma                                     |        |               | 2:44   |        |        |        |        |        |
| 4.     | Wait! (démo)                               |        |               | 1:58   |        |        |        |        |        |
| 5.     | Insides Out                                |        |               | 3:07   |        |        |        |        |        |
| 6.     | Speedin' Bullet 2 Heaven (démo acoustique) |        |               | 3:24   |        |        |        |        |        |
| 7.     | Worth                                      |        |               | 5:17   |        |        |        |        |        |
| 8.     | Melting                                    |        |               | 2:37   |        |        |        |        |        |
| 27:56  |                                            |        |               |        |        |        |        |        |        |

## Classements
| Pays et classement (2015)       | Meilleure position |
| ------------------------------- | ------------------ |
| États-Unis (Billboard 200)      | 36                 |
| États-Unis (Top Rock Albums)    | 5                  |
| États-Unis (Alternative Albums) | 3                  |

## Historique de sortie
| Pays       | Date             | Format                    | Label                     |
| ---------- | ---------------- | ------------------------- | ------------------------- |
| États-Unis | 4 décembre 2015  | téléchargement, streaming | Republic / Wicked Awesome |
| États-Unis | 18 décembre 2015 | CD                        | Republic / Wicked Awesome |
| France     | 18 décembre 2015 | CD                        | Universal                 |